# 요요현상 (영화)
"요요현상"(Loop Dreams)은 한국에서 제작된 고두현 감독의 2021년 다큐멘터리 영화이다. 문현웅 등이 주연으로 출연하였다. 대한민국에는 2021년 1월 14일 개봉이 예정되었다.

## 출연

### 주연
- 문현웅
- 곽동건
- 윤종기
- 이대열
- 이동훈

## 기타
- 프로듀서: 양주연

## 같이 보기
- 2021년 대한민국의 영화 목록